# Câlțești, Buzău
Câlțești este un sat în comuna Pietroasele din județul Buzău, Muntenia, România. Se află în zona de nord-est a comunei.